# Саула (город)
Саула (Фэлегэ-Ныуай) — город в зоне Гофа региона наций, национальностей и народов Юга, Эфиопия. Население на 2018 год — 85 704 человека.

## История
Город был основан в 1959 году во времена правления императора Хайле Селассие. Основными факторами его основания были благоприятный климат и окружающая среда, плодородная почва, пригодность для расширения инфраструктуры, наличие в то время аэропорта, наличие воды и различных специй, включая кофе, а также его важность как делового центра.
На веб-сайте Института Северной Африки содержится подробная информация о начальной и средней школе в Сауле в 1968 году.
1 июля 2008 года Палата народных представителей Эфиопии проголосовала за ратификацию соглашения на сумму 9 миллионов долларов США, подписанного с Арабским банком экономического развития в Африке для реализации проекта электрификации сельских районов, соединяющих Саулу и Ки-Афер в вореде Хамер-Бена.

## Демография
Согласно переписи 2007 года, проведенной ЦСА, в городе проживало 22 704 человека. Большинство (49,12 %) жителей были протестантами, 45,22 % исповедовали эфиопское православное христианство и 4,63 % были мусульманами. По данным национальной переписи 1994 года, общая численность населения Саулы составляла 15 764 человека.